# Nenga banaensis
Nenga banaensis là loài thực vật có hoa thuộc họ Arecaceae. Loài này được (Magalon) Burret mô tả khoa học đầu tiên năm 1936.